# Mesadenella angustisegmenta
Mesadenella angustisegmenta är en orkidéart som beskrevs av Leslie Andrew Garay. Mesadenella angustisegmenta ingår i släktet Mesadenella och familjen orkidéer. Inga underarter finns listade i Catalogue of Life.